# Georg Gienger von Rotteneck

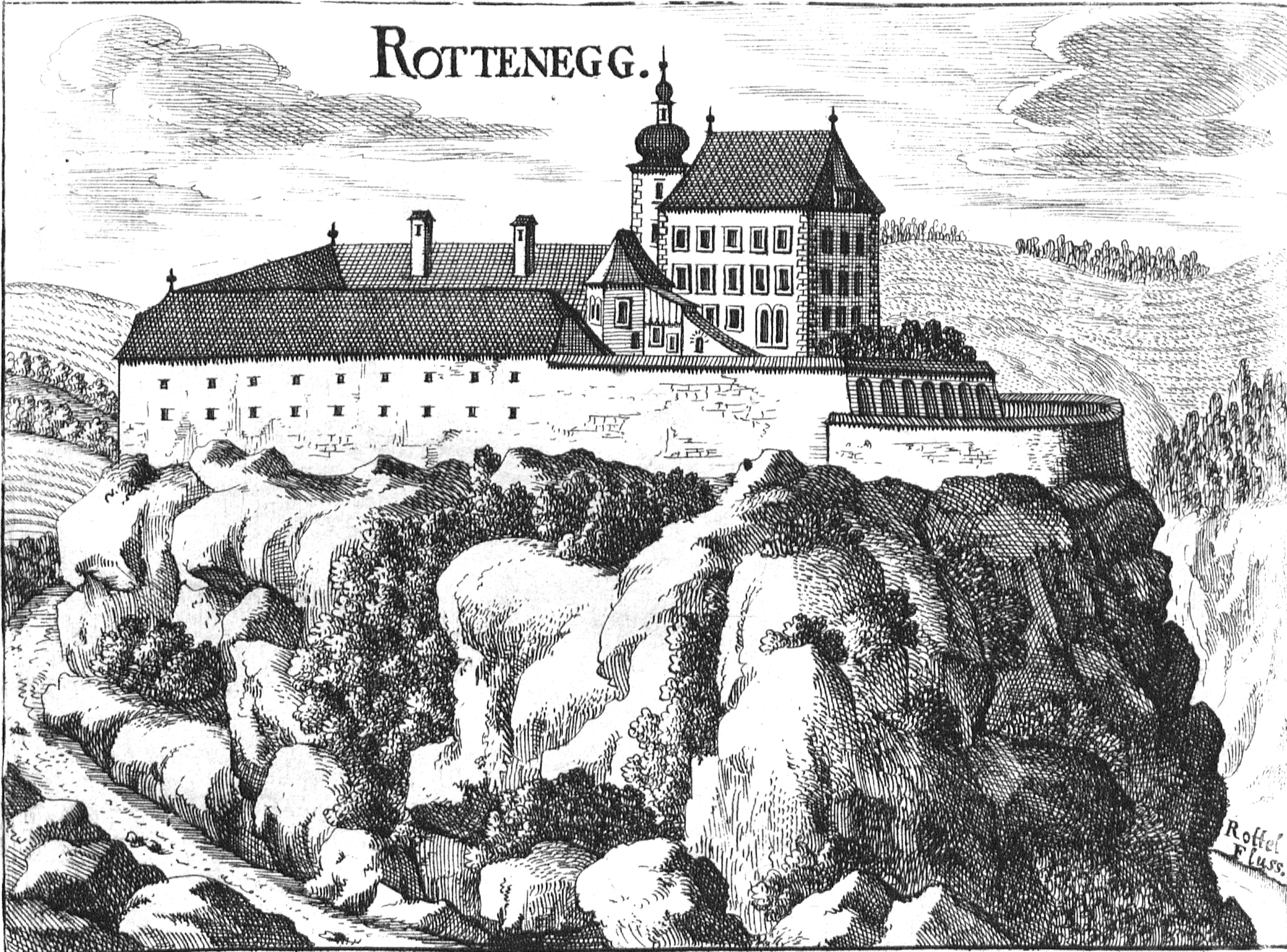
Burg Rottenegg, Sitz des Georg Gienger

Georg Gienger von Rotteneck (* 1496 in Langenau; † 14. Jänner 1577 in Enns) war Vizekanzler des Heiligen Römischen Reiches.

## Leben und Familie
Georg Gienger von Rotteneck war der erstgeborene Sohn von Ritter Ernst Damian Gienger (Damian I.) (um 1475 – 1556) und Ursula Schütz von Raittenau. Georg studierte in Wien und promovierte zum Doktor beider Rechte. Nach dem Tod Bernhard von Cles blieb das Amt des Kanzlers unbesetzt. Ferdinand I. konstituierte das Amt des Vizekanzlers und besetzte dieses 1538 mit Gienger. Er war ein Befürworter einer Reform der Kirche im katholischen Sinne. Laut dem venezianischen Gesandten Michele Suriano vernachlässigte er jedoch seine Pflichten und blieb dem Hof oft über längere Zeit fern. 1544 wurde er seines Amtes entbunden, verblieb aber in habsburgischem Dienst. Er beriet König Ferdinand I. mehrfach in Religionsfragen. Von 1563 bis 1564 war er oberster Hofmarschall. Einige Monate nach dem Tode des Kaisers Ferdinand I. äußerte er den Wunsch, sich zur Ruhe setzen zu können. Spätestens am 4. Januar 1566 wurde er pensioniert, was ihn freilich nicht hinderte, an den Sitzungen des Geheimen Rates teilzunehmen, „so oft er dazu erfordert wird“.
Georg hatte zehn Brüder, die alle in Diensten der Habsburger standen. Nach dem Studium war er zehn Jahre Kanzler des Hochstift Konstanz, geheimer Hofsekretarius Ferdinands II. (von Tirol), Vizekanzler der Regierung in Innsbruck, erzherzoglicher Landvogt in Ober- und Niederschwaben. Georg war ältester österreichischer geheimer Rat, Burgvogt zu Enns und Mauthausen, Herr zu Rotteneck (Rottenegg) und Ennseck. 1550  tauschte er die Landvogtei von Schwaben mit der Burgvogtei, Schloss und Herrschaft Enns, die Georg von Ilsung seit 1544 pfandweise innehatte. Kaiser Maximilian II. bewilligte ihm am 30. Dezember 1565 die baufällige alte Burg der Stadt Enns oder einen anderen Freisitz nach Gefallen sich zu erbauen und neu herzustellen. Georg baut darauf das Schloss Ennsegg neu. Maximilian II. bestätigte ihm am 22. Sept. 1567 die Herrschaften Burg Enns und Mauthausen lebenslang zum Genuss.
Am 23. Mai 1528 heiratete Georg Gienger von Rotteneck in Augsburg Maria Magdalena von Ilsung (1505–1561), Tochter des Augsburger Patriziers Achilles Ilsung von Trazberg und der Magdalena Stuntz. Das Paar hatte sechs Kinder, der einzige Sohn starb aber in der Kindheit. Georg Gienger wurde in der Minoritenkirche in Enns, der heutigen Pfarrkirche Enns-St. Marien begraben, dort befindet sich sein Epitaph.

## Werke
Georg Gienger hat zwei Gebetbücher verfasst:
- New christlich teutsch Bethbuch, Wien um 1560, gedruckt bei Zimmermann (online MDZ).[3]
- Lectionbuch Dreyer täglicher Lectionen des Alten vnd Newen Testaments : Wie die auf alle Sontag Mitwochen vnd Freytag auch alle Täg der Viertzigtägigen Fasten nach ordnung der Christlichen Kirchen vnd dann auch sunst auff alle andere täg des gantzen Jars von der zeyt vnd Feyerfesten außgethailt vnd täglich zulesen seyen..., München 1575, gedruckt bei Berg (online in der Deutschen Digitalen Bibliothek).